# Wolfgang Maennig
Wolfgang Maennig, född den 12 februari 1960 i Berlin i Tyskland, är en tysk roddare.
Han tog OS-guld i åtta med styrman i samband med de olympiska roddtävlingarna 1988 i Seoul.